# Sawda nayé

Le sawda nayé est une préparation culinaire du Proche-Orient, composée notamment de foie de bœuf ou de mouton cru, coupé en cube, qui se mange très frais.
Il est conseillé d'en manger l'hiver plutôt que l'été[pourquoi ?]. On peut en faire un sandwich avec de la tomate, une pincée de sel et de poivre, ou bien le manger tel quel, avec du pain et des poivrons verts.